# Воргіз Тауншип (Нью-Джерсі)
Воргіз Тауншип (англ. Voorhees Township) — селище (англ. township) в США, в окрузі Кемден штату Нью-Джерсі. Населення — 31 069 осіб (2020).

### Клімат
| Клімат : Воргіз Тауншип                    | Клімат : Воргіз Тауншип | Клімат : Воргіз Тауншип | Клімат : Воргіз Тауншип | Клімат : Воргіз Тауншип | Клімат : Воргіз Тауншип | Клімат : Воргіз Тауншип | Клімат : Воргіз Тауншип | Клімат : Воргіз Тауншип | Клімат : Воргіз Тауншип | Клімат : Воргіз Тауншип | Клімат : Воргіз Тауншип | Клімат : Воргіз Тауншип | Клімат : Воргіз Тауншип |
| Показник                                   | Січ.                    | Лют.                    | Бер.                    | Квіт.                   | Трав.                   | Черв.                   | Лип.                    | Серп.                   | Вер.                    | Жовт.                   | Лист.                   | Груд.                   | Рік                     |
| Абсолютний максимум, °C                    | 22,2                    | 24,4                    | 30,6                    | 35,0                    | 35,6                    | 38,3                    | 40,0                    | 39,4                    | 38,9                    | 33,3                    | 27,2                    | 23,3                    | 40,0                    |
| Середній максимум, °C                      | 5,0                     | 7,2                     | 12,2                    | 18,3                    | 23,3                    | 27,8                    | 30,6                    | 29,4                    | 25,6                    | 19,4                    | 13,9                    | 7,8                     | 18,4                    |
| Середня температура, °C                    | 0,3                     | 1,9                     | 6,4                     | 11,9                    | 17,2                    | 21,9                    | 25,0                    | 23,9                    | 20,0                    | 13,1                    | 8,6                     | 3,1                     | 12,8                    |
| Середній мінімум, °C                       | −4,4                    | −3,3                    | 0,6                     | 5,6                     | 11,1                    | 16,1                    | 19,4                    | 18,3                    | 14,4                    | 7,8                     | 3,3                     | −1,7                    | 7,3                     |
| Абсолютний мінімум, °C                     | −21,7                   | −20                     | −16,7                   | −7,2                    | −0,6                    | 3,3                     | 8,3                     | 7,2                     | 1,7                     | −3,3                    | −9,4                    | −17,2                   | −21,7                   |
| Середня кількість сонячних годин на місяць | 155,7                   | 154,7                   | 202,8                   | 217,0                   | 245,1                   | 271,2                   | 275,6                   | 260,1                   | 219,3                   | 204,5                   | 154,7                   | 137,7                   | 2498                    |
| Норма опадів, мм                           | 81                      | 71                      | 94                      | 89                      | 94                      | 91                      | 104                     | 102                     | 84                      | 69                      | 86                      | 84                      | 1049                    |
| Днів з опадами                             | 11                      | 10                      | 11                      | 11                      | 11                      | 10                      | 9                       | 9                       | 8                       | 7                       | 10                      | 10                      | 117                     |
| Днів зі снігом                             | 5                       | 4                       | 2                       | 0                       | 0                       | 0                       | 0                       | 0                       | 0                       | 0                       | 0                       | 2                       | 13                      |
| ------------------------------------------ | ----------------------- | ----------------------- | ----------------------- | ----------------------- | ----------------------- | ----------------------- | ----------------------- | ----------------------- | ----------------------- | ----------------------- | ----------------------- | ----------------------- | ----------------------- |
| Джерело:                                   |                         |                         |                         |                         |                         |                         |                         |                         |                         |                         |                         |                         |                         |

## Демографія
Згідно з переписом 2010 року, у селищі мешкала 29 131 особа в 11 470 домогосподарствах у складі 7435 родин. Було 12260 помешкань
Расовий склад населення:
| - 71,8 % — білих - 16,1 % — азіатів - 8,7 % — чорних або афроамериканців - 0,2 % — корінних американців |

До двох чи більше рас належало 2,4 %. Частка іспаномовних становила 3,4 % від усіх жителів.
За віковим діапазоном населення розподілялося таким чином: 22,1 % — особи молодші 18 років, 61,4 % — особи у віці 18—64 років, 16,5 % — особи у віці 65 років та старші. Медіана віку мешканця становила 42,6 року. На 100 осіб жіночої статі у селищі припадало 90,5 чоловіків;  на 100 жінок у віці від 18 років та старших — 86,8 чоловіків також старших 18 років.
Середній дохід на одне домашнє господарство  становив 107 717 доларів США (медіана — 78 568), а середній дохід на одну сім'ю — 135 098 доларів (медіана — 105 269). Медіана доходів становила 73 774 долари для чоловіків та 54 314 долари для жінок. За межею бідності перебувало 6,5 % осіб, у тому числі 2,8 % дітей у віці до 18 років та 10,4 % осіб у віці 65 років та старших.
Цивільне працевлаштоване населення становило 13 680 осіб. Основні галузі зайнятості: освіта, охорона здоров'я та соціальна допомога — 25,3 %, науковці, спеціалісти, менеджери — 14,9 %, роздрібна торгівля — 14,3 %.